# Disparomitus citernii
Disparomitus citernii är en insektsart som beskrevs av Navás 1915. Disparomitus citernii ingår i släktet Disparomitus och familjen fjärilsländor. Inga underarter finns listade i Catalogue of Life.